# Trn (Chorwacja)
Trn – wieś w Chorwacji, w żupanii dubrownicko-neretwiańskiej, w gminie Slivno. W 2011 roku liczyła 189 mieszkańców.